# Saint-Genès-de-Castillon
Saint-Genès-de-Castillon is een gemeente in het Franse departement Gironde (regio Nouvelle-Aquitaine) en telt 387 inwoners (2005). De plaats maakt deel uit van het arrondissement Libourne.

## Geografie
De oppervlakte van Saint-Genès-de-Castillon bedraagt 6,9 km², de bevolkingsdichtheid is 56,1 inwoners per km².
De onderstaande kaart toont de ligging van Saint-Genès-de-Castillon met de belangrijkste infrastructuur en aangrenzende gemeenten.

## Demografie
Onderstaande figuur toont het verloop van het inwonertal (bron: INSEE-tellingen).